# Campeonato Mundial de Ciclismo em Pista de 2001
O XCVIII Campeonato Mundial de Ciclismo em Pista celebrou-se na Antuérpia (Bélgica) entre 26 e 30 de setembro de 2001 baixo a organização da União Ciclista Internacional (UCI) e Liga Real de Ciclismo da Bélgica.
As competições realizaram-se no velódromo Antwerps Sportspaleis. Ao todo disputaram-se 12 provas, 8 masculinas e 4 femininas.

## Medalhistas

### Masculino
| Evento                          | Ouro                                                                                                | Prata                                                                                | Bronze                                                                                |
| ------------------------------- | --------------------------------------------------------------------------------------------------- | ------------------------------------------------------------------------------------ | ------------------------------------------------------------------------------------- |
| Velocidade individual (29.09)   | Arnaud Tournant · França                                                                            | Laurent Gané · França                                                                | Florian Rousseau · França                                                             |
| Velocidade por equipas (27.09)  | França · Laurent Gané · Florian Rousseau · Arnaud Tournant · 44,889                                 | Austrália · Jobie Dajka · Ryan Bayley · Sean Eadie · 45,211                          | Reino Unido · Craig MacLean · Jason Queally · Chris Hoy · 45,479                      |
| Perseguição individual (27.09)  | Olexandr Symonenko · Ucrânia ·                                                                      | Jens Lehmann · Alemanha · ALC                                                        | Stefan Steinweg · Alemanha · 4:32,448                                                 |
| Perseguição por equipas (28.09) | Ucrânia · Serhi Cherniavsky · Olexandr Fedenko · Olexandr Symonenko · Liubomyr Polataiko · 4:09,699 | Reino Unido · Bradley Wiggins · Paul Manning · Chris Newton · Bryan Steel · 4:10,982 | Alemanha · Christian Bach · Guido Fulst · Jens Lehmann · Sebastian Siedler · 4:08,540 |
| 1 km contrarrelógio (26.09)     | Arnaud Tournant · França · 1:02,571                                                                 | Sören Lausberg · Alemanha · 1:03,363                                                 | Grzegorz Krejner · Polónia · 1:03,567                                                 |
| Carreira por pontos (29.09)     | Bruno Risi · Suíça · 29 pts.                                                                        | Juan Esteban Curuchet · Argentina · 23 pts.                                          | Franz Stocher · Áustria · 17 pts.                                                     |
| Keirin (30.09)                  | Ryan Bayley · Austrália                                                                             | Laurent Gané · França                                                                | Jens Fiedler · Alemanha                                                               |
| Madison (30.09)                 | Jérôme Neuville · Robert Sassone · França · 5 pts.                                                  | Isaac Gálvez López · Joan Llaneras Roselló · Espanha · 10 (-1) pts.                  | Gabriel Curuchet · Juan Esteban Curuchet · Argentina · 9 (-1) pts.                    |

### Feminino
| Evento                         | Ouro                                                     | Prata                                 | Bronze                                   |
| ------------------------------ | -------------------------------------------------------- | ------------------------------------- | ---------------------------------------- |
| Velocidade individual (28.09)  | Svetlana Grankovskaya · Rússia                           | Tammy Thomas · Estados Unidos         | Lori-Ann Muenzer · Canadá                |
| Perseguição individual (28.09) | Leontien Zijlaard-van Moorsel · Países Baixos · 3:34,505 | Olga Sliusareva · Rússia · 3:39,090   | Yelena Chalyj · Rússia · 3:39,811        |
| 500 m contrarrelógio (29.09)   | Nancy Contreras Reyes · México · 34,996                  | Lori-Ann Muenzer · Canadá · 35,151    | Katrin Meinke · Alemanha · 35,356        |
| Carreira por pontos (30.09)    | Olga Sliusareva · Rússia · 21 pts.                       | Katherine Bates · Austrália · 14 pts. | Belem Guerreiro Méndez · México · 5 pts. |

## Medalheiro
| Ordem | País           | Medalha de ouro | Medalha de prata | Medalha de bronze | Total |
| ----- | -------------- | --------------- | ---------------- | ----------------- | ----- |
| 1     | França         | 4               | 2                | 1                 | 7     |
| 2     | Rússia         | 2               | 1                | 1                 | 4     |
| 3     | Ucrânia        | 2               | 0                | 0                 | 2     |
| 4     | Austrália      | 1               | 2                | 0                 | 3     |
| 5     | México         | 1               | 0                | 1                 | 2     |
| 6     | Países Baixos  | 1               | 0                | 0                 | 1     |
| 6     | Suíça          | 1               | 0                | 0                 | 1     |
| 8     | Alemanha       | 0               | 2                | 4                 | 6     |
| 9     | Argentina      | 0               | 1                | 1                 | 2     |
| 9     | Canadá         | 0               | 1                | 1                 | 2     |
| 9     | Reino Unido    | 0               | 1                | 1                 | 2     |
| 12    | Espanha        | 0               | 1                | 0                 | 1     |
| 12    | Estados Unidos | 0               | 1                | 0                 | 1     |
| 14    | Áustria        | 0               | 0                | 1                 | 1     |
| 14    | Polónia        | 0               | 0                | 1                 | 1     |
|       | TOTAL          | 12              | 12               | 12                | 36    |